# Blázquez (ort)
Blázquez är en ort i Spanien.   Den ligger i provinsen Province of Córdoba och regionen Andalusien, i den centrala delen av landet, 270 km sydväst om huvudstaden Madrid. Blázquez ligger 591 meter över havet och antalet invånare är 698.
Terrängen runt Blázquez är huvudsakligen platt, men åt nordväst är den kuperad. Runt Blázquez är det glesbefolkat, med 8 invånare per kvadratkilometer. Närmaste större samhälle är Fuente Obejuna, 14,9 km söder om Blázquez. Trakten runt Blázquez består till största delen av jordbruksmark.